# Johann Bartl (Fußballspieler)
Johann Bartl (* 3. Februar 1977) ist ein ehemaliger österreichischer Fußballspieler und nunmehriger -trainer.

## Karriere

### Als Spieler
Bartl begann seine Karriere bei der TuS St. Peter/Ottersbach. Zur Saison 1992/93 wechselte er in die Jugend des SV Flavia Solva. Zur Saison 1994/95 kehrte er zu St. Peter zurück. Zur Saison 1995/96 schloss er sich dem AC Linden Leibnitz an. Nach einem halben Jahr bei Linden Leibnitz wechselte er im Jänner 1996 ein zweites Mal zum Zweitligisten Flavia Solva. Sein Debüt in der 2. Division gab er im März 1996, als er am 19. Spieltag der Saison 1995/96 gegen die WSG Wattens in der 63. Minute für Edo Milošević eingewechselt wurde. Bis Saisonende kam er zu elf Zweitligaeinsätzen. In der Spielzeit 1996/97 kam Bartl in der zweithöchsten Spielklasse zu 22 Einsätzen. Mit Flavia Solva stieg er am Saisonende aus der zweiten Liga ab. In der darauffolgenden Saison stieg er mit dem in den Konkurs geratenen Verein auch aus der Regionalliga ab. Trotz des Abstiegs in niederen Spielklassen blieb Bartl dem Verein bis zur Winterpause der Saison 2001/02 treu.
Im Jänner 2002 schloss er sich der TuS Kirchbach an. Nach einem halben Jahr bei Kirchbach kehrte er zur Saison 2002/03 zu Flavia Solva zurück. Zur Saison 2003/04 wechselte Bartl zur TuS St. Peter/Ottersbach, bei der er einst seine Karriere begonnen hatte. Zur Saison 2004/05 wechselte er zum SV Tillmitsch. Bei Tillmitsch fungierte er 2007 auch kurzzeitig als Spielertrainer. In der Winterpause der Saison 2007/08 wechselte er zum achtklassigen SV Heimschuh. Mit Heimschuh stieg er zu Saisonende in die Gebietsliga auf. 2010 wurde er mit dem Verein auch Meister in der Gebietsliga West und stieg mit Heimschuh in die Unterliga auf. In dreieinhalb Spielzeiten bei Heimschuh kam er zu 84 Einsätzen in der sechst-, siebt- und achthöchsten Spielklasse. Nach der Saison 2010/11 verließ er den Klub.
Nach rund einem halben Jahr ohne Verein, in dem er beim SV Flavia Solva gemeldet war, wechselte er im Jänner 2012 ein zweites Mal zum AC Linden Leibnitz. Für Leibnitz kam er zu zehn Spielen in der Unterliga, ehe er nach der Saison 2011/12 seine Karriere als Aktiver beendete.

### Als Trainer
Nachdem er bereits 2007 Spielertrainer bei Tillmitsch gewesen war, wurde er im März 2012 Jugendtrainer beim SVL Flavia Solva. Zur Saison 2015/16 wurde er zudem Trainer der siebtklassigen ersten Mannschaft von Flavia Solva. Im Mai 2017 verließ er Flavia Solva nach über fünf Jahren und wurde Trainer der sechstklassigen SU Tillmitsch.